# Nils Evert Carlsson
Nils Evert Carlsson, född 1922 i Borås, död 2004, var en svensk konstnär.
Carlsson studerade konst för Olof Andréen och bedrev självstudier under resor till Nederländerna, Frankrike och Italien. Hans konst består av blomsterstilleben och gatumotiv i en dunkel ton.